# Musculus cricoarytenoideus lateralis

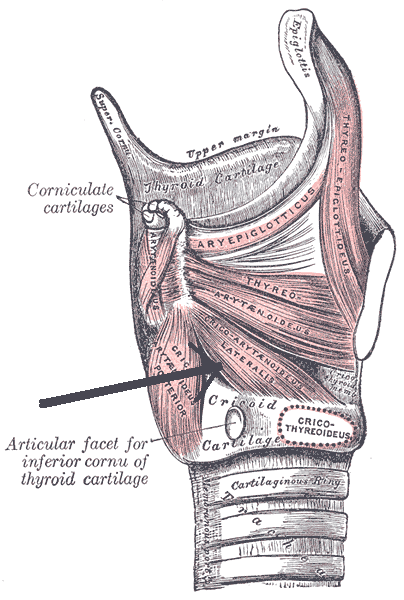
A gége és az izmai (a nyíl mutatja az apró izmot)

A musculus cricoarytenoideus lateralis egy izom az ember kannaporcánál (cartilagines arytenoidea) és gyűrűporcánál (cartilago cricoidea)

## Eredés, tapadás, elhelyezkedés
A gyűrűporc külső részéről ered és a kannaporcon tapad.

## Funkció
Engedi becsukni a hangrést, megvédi a légutakat. Párja, a musculus cricoarytenoideus posterior az ellenkezőjét végzi.

## Beidegzés
A nervus vagus (X. agyideg=bolygóideg) nervus laryngealis recurrens része idegzi be.